# Cacatua moluccensis
Cacatua moluccensis là một loài chim trong họ Cacatuidae.

## Hình ảnh

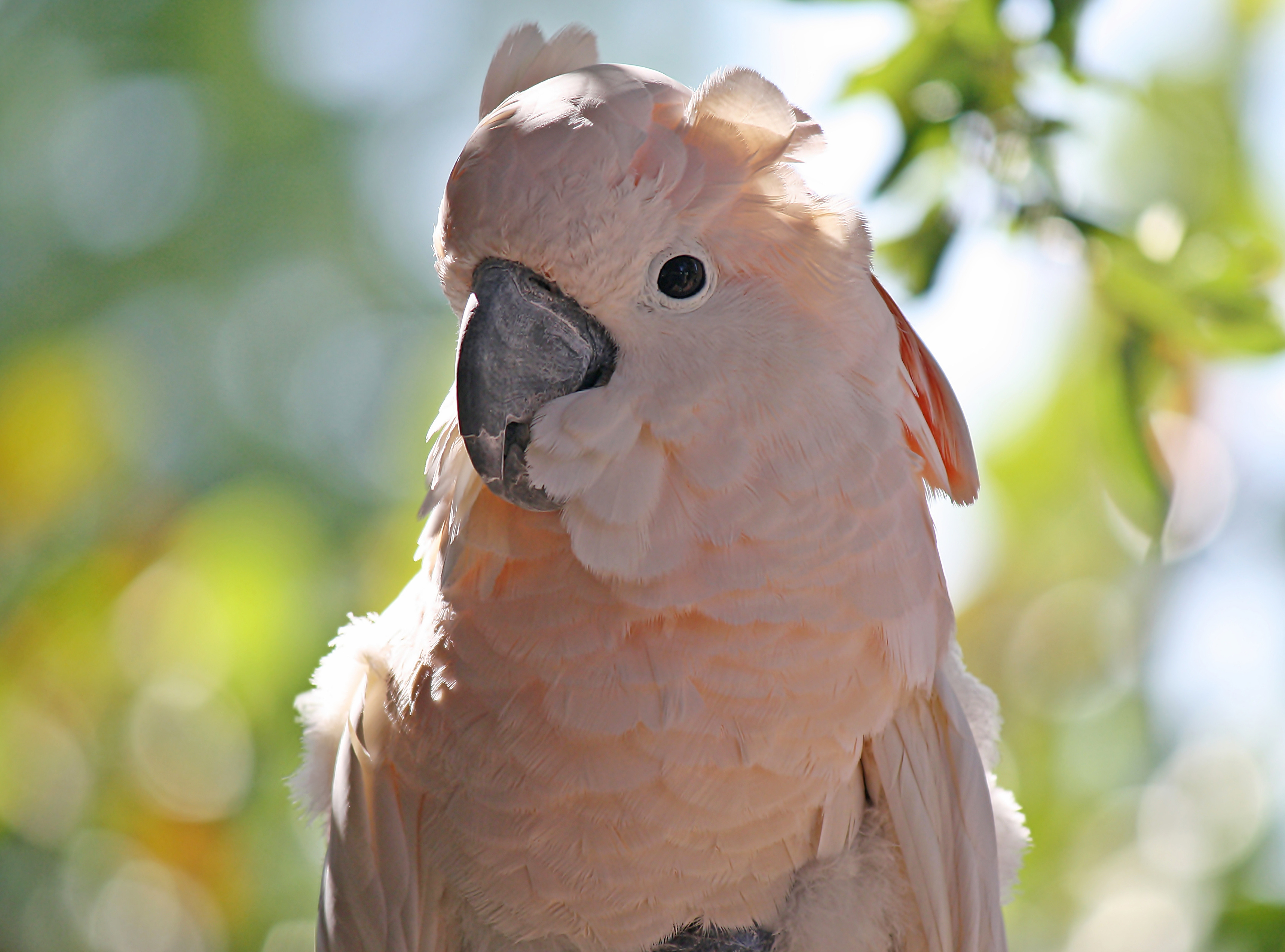
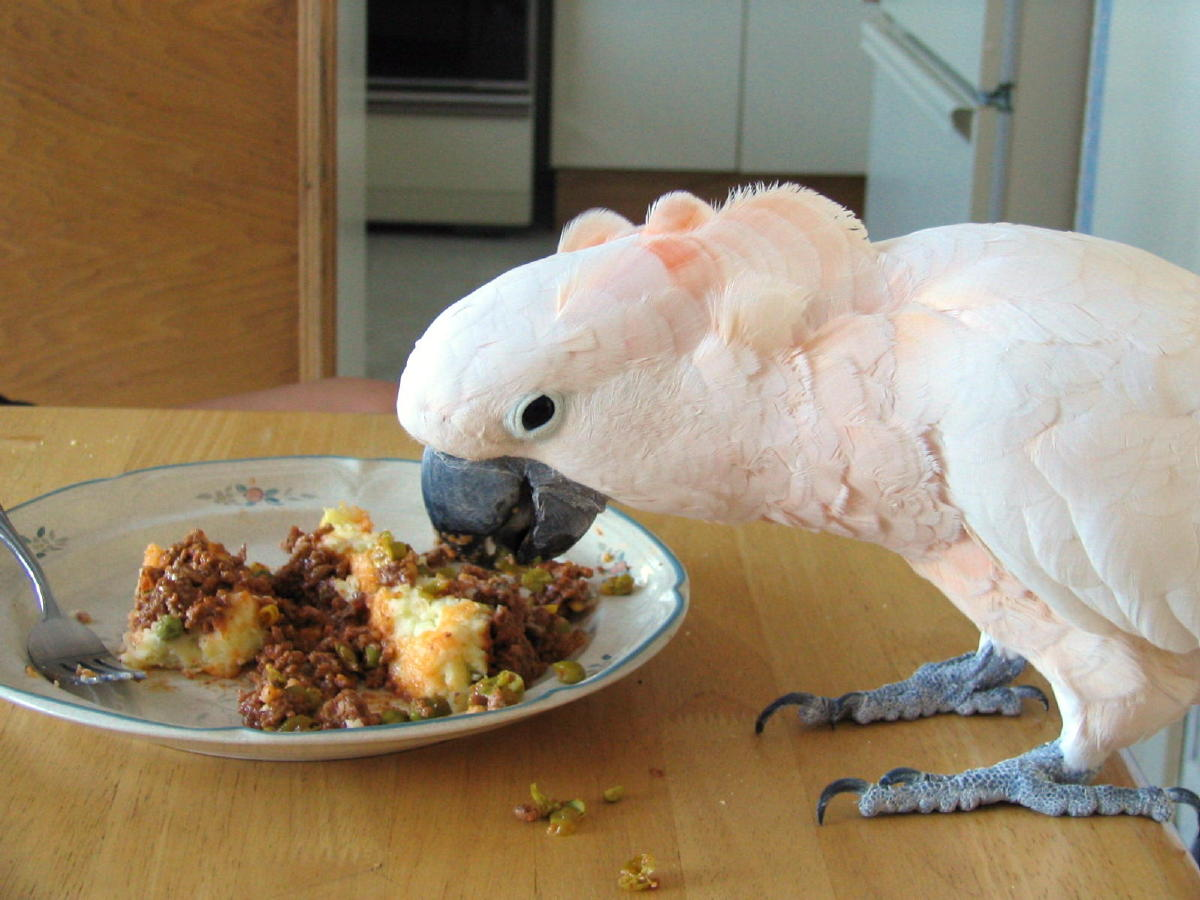
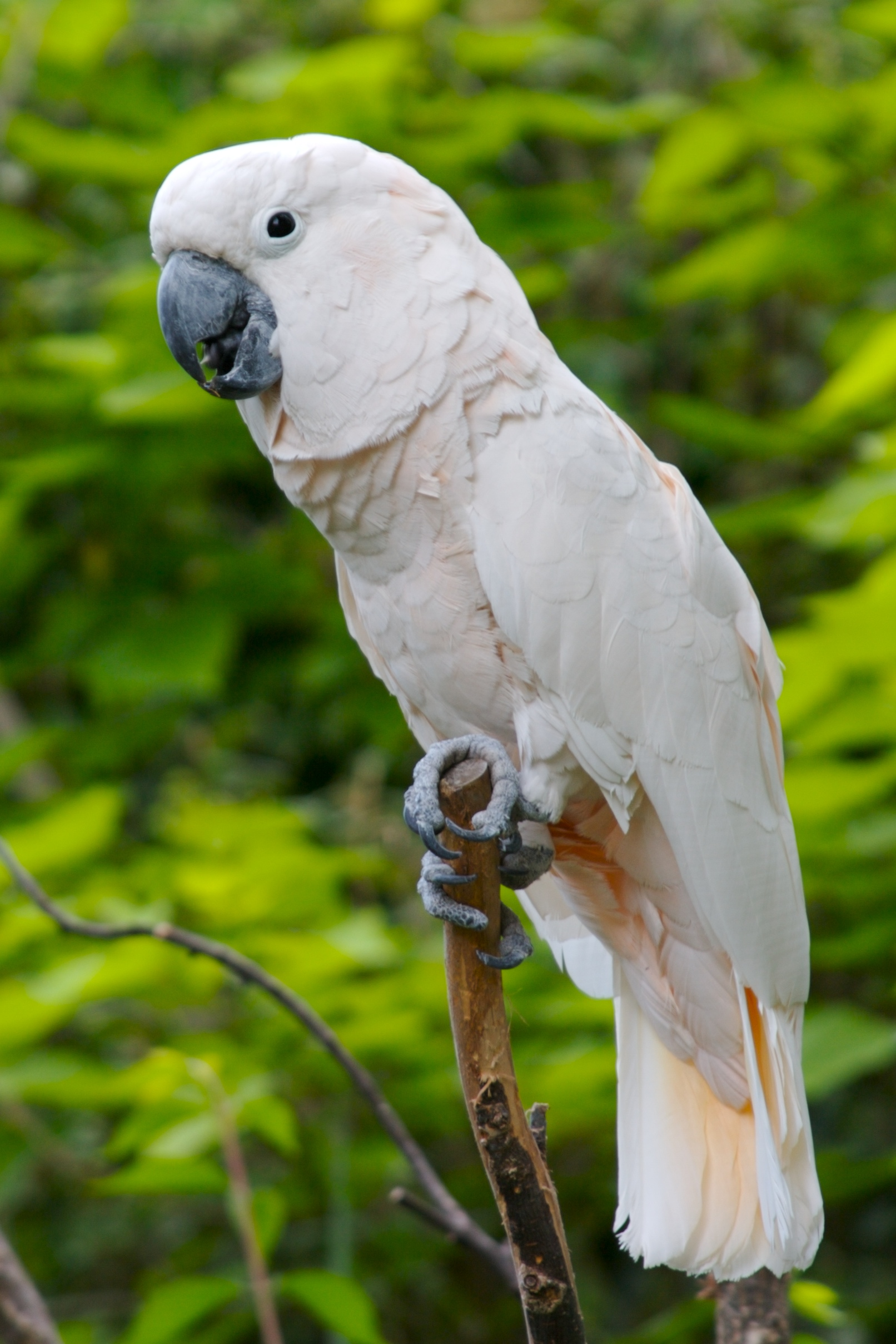
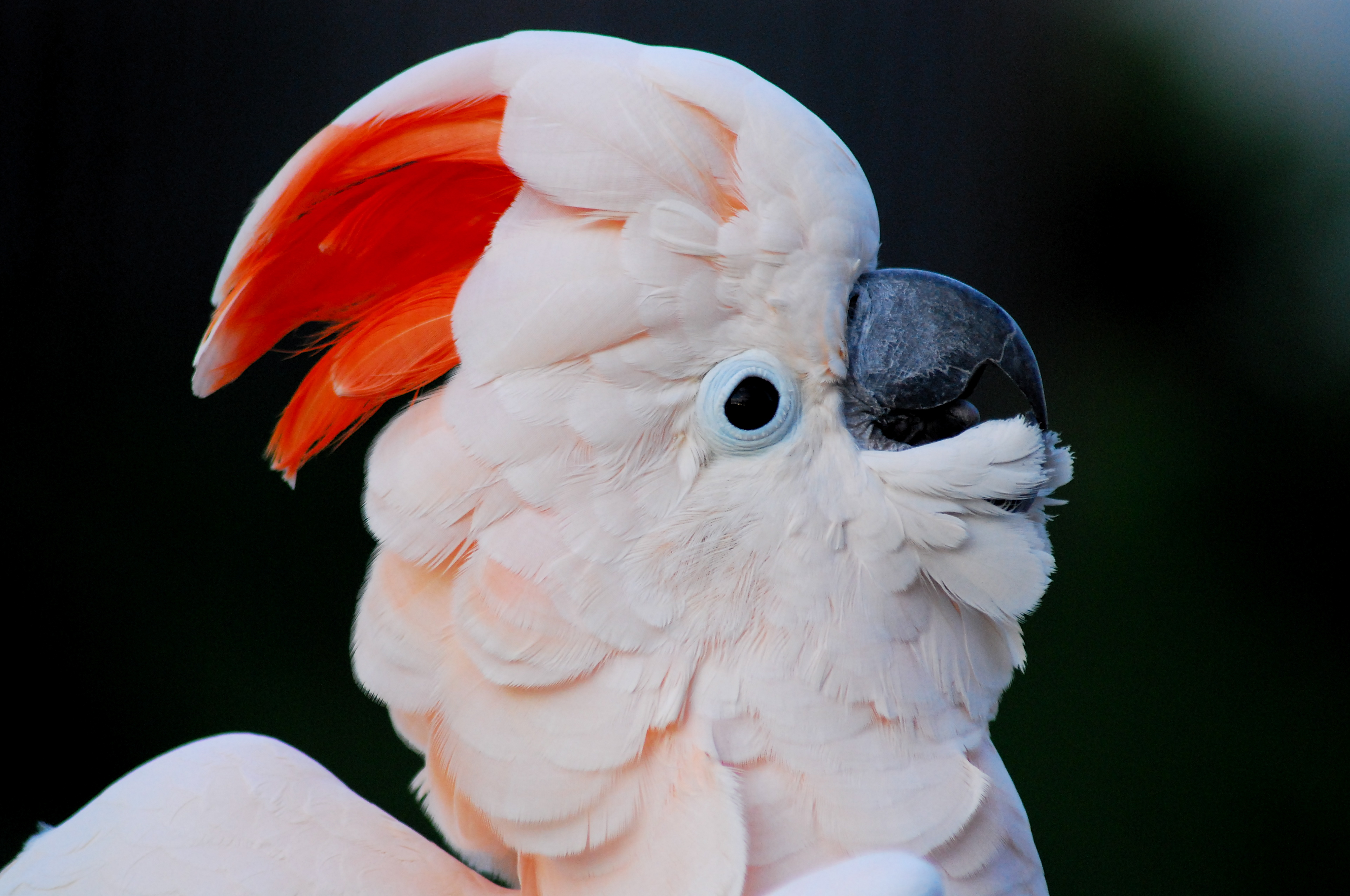
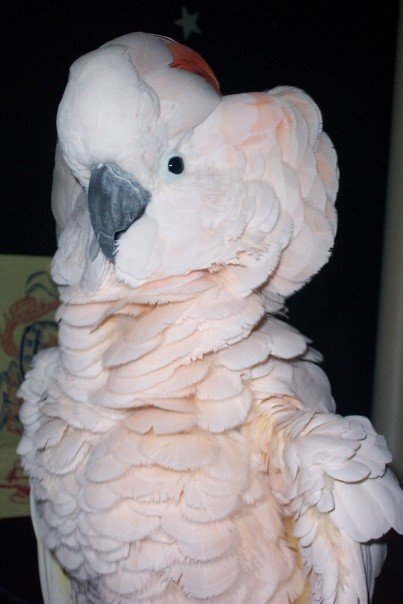
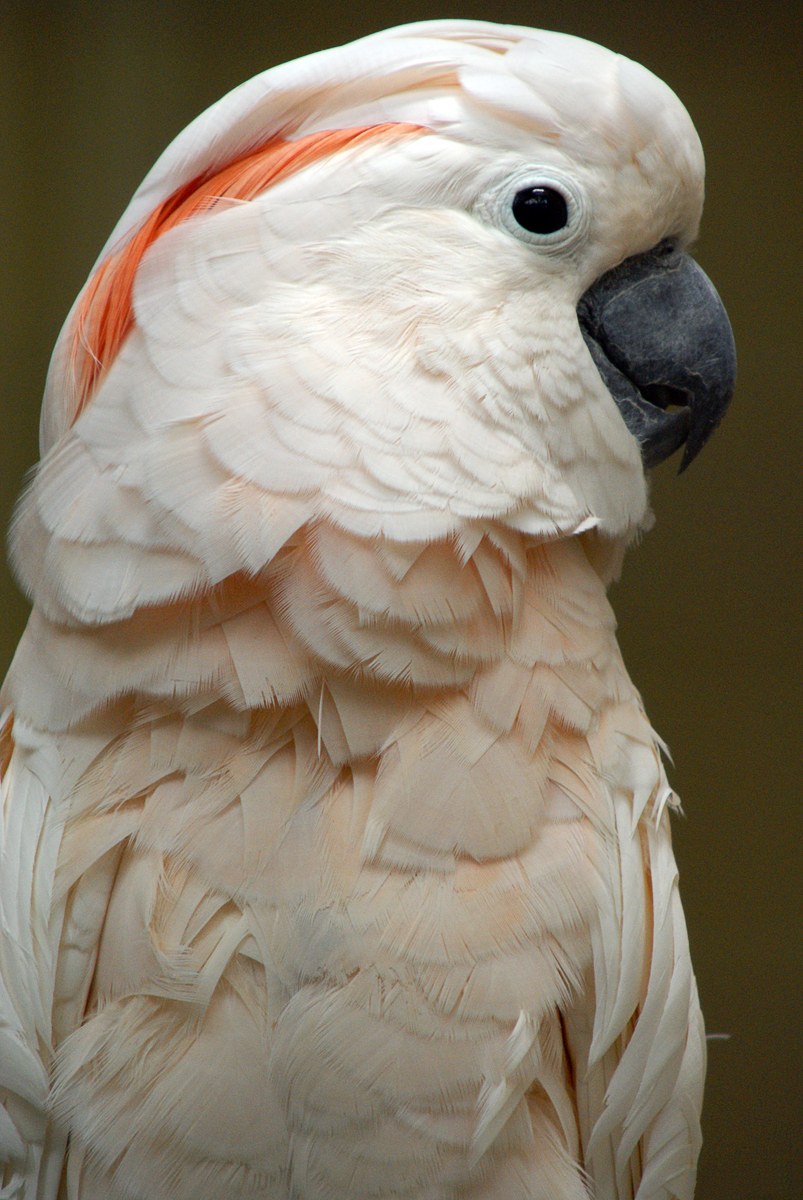